# Amata monosignata
Amata monosignata là một loài bướm đêm thuộc phân họ Arctiinae, họ Erebidae.